# Екзоферменти
Екзофермент, екзоензим (від грец. έξω — зовнішній + лат. fermentum, грец. ζύμη,  ἔνζυμον — закваска) — зовнішній фермент. Термін використовують у біохімії у двох значеннях:
- фермент, що відщеплює мономери (інколи димери чи олігомери) від одного з кінців полімерного ланцюга[1]
- позаклітинний фермент, який виділяється на поверхню мембрани або у зовнішній простір бактеріями, грибами та іншими організмами[2]

## Клітинні екзоферменти
- Екзонуклеаза — відщеплює нуклеотиди від нуклеїнових кислот, починаючи від першого з 5'- чи 3'-кінця
- Екзопептидаза — відщеплює амінокислотні залишки від поліпептиду, починаючи від першого з N- чи C-кінця
- Екзокарбогідрази (екзоглюканази, екзоглікозидази тощо) — відщеплюють кінцевий моносахарид від полісахариду

## Позаклітинні ферменти
Паразитичні бактерії та гриби використовують екзоферменти як фактори, які послаблюють організм хазяїна, руйнують його захисні системи, розщеплюють навколишні молекули, роблячи їх більш поживними для паразита. Бактерії виділяють назовні колагенази, гемолізини, коагулази, гіалуронідазу, протеази тощо.
Тварини виділяють в порожнини органів травлення та у зовнішнє середовище ферменти, які перетравлюють поживні речовини до невеликих молекул, які надалі всмоктуються. У травному тракті хребетних тварин наявні протеази, ліпази, амілаза, нуклеази. Деякі з секретованих ферментів мають захисну антибактеріальну дію, наприклад, лізоцим. Подібні травні ферменти у зовнішнє середовище виділяють тварини й гриби, у яких відбуваться зовнішнє травлення.